# Nono García

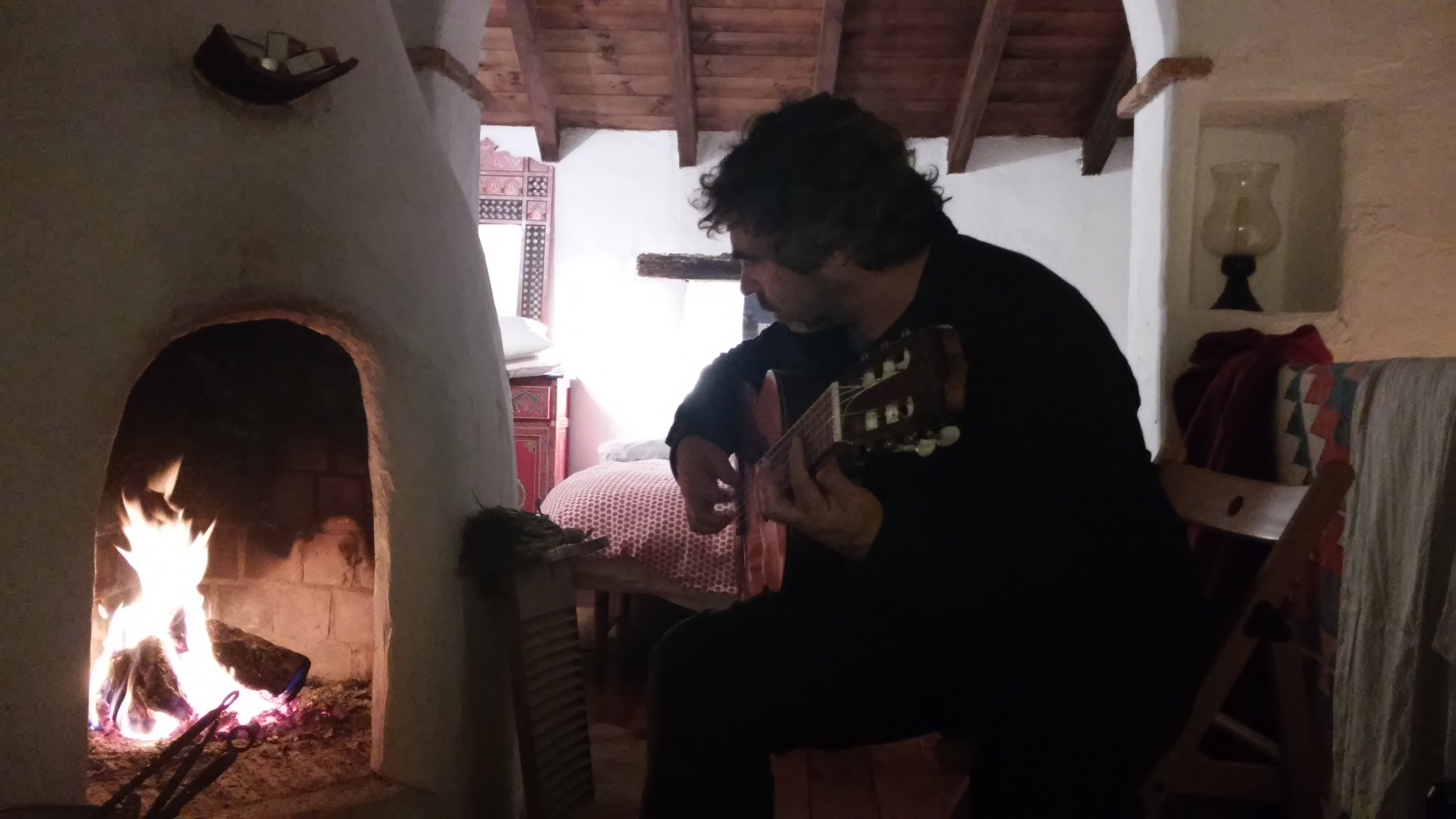
Nono García (2017)

Nono García (* 1959 in Barbate, Cádiz als Antonio García Domínguez) ist ein spanischer  Jazz- und Flamenco-Gitarrist.

## Leben und Wirken
García lernte das Spielen in einem Friseursalon in seinem Geburtsort. Mit 15 Jahren erhielt er einen ersten Preis beim Festival de  la canción de Andalucía. Nachdem er Erfahrungen mit lokalen Sängern gesammelt hatte, ging seine musikalische Ausbildung in einer franziskanischen Jugendorganisation weiter und an einer Universität in Málaga, wo er Musik unterrichtete. Während seines Philosophiestudiums in Granada begleitete er die Liedermacher von Manifiesto Canción del Sur. 1980 machte er seine erste Tournee mit Carlos Cano und spielte auch mit Antonio Mata, Enrique Moratalla und Aurora Moreno. Während seines Aufenthalts in Granada komponierte er Musik für Theaterproduktionen und arbeitete bei La Platería mit. Er war auch Teil der Jazz-Rock-Gruppe La Banda del Tío Paco.
Nach seinem Umzug nach Madrid trat García in Jazzclubs mit Tito Alcedo auf, mit dem er auch durch Europa tourte, und begleitete Elisa Serna. Weiterhin arbeitete er mit der Gruppe Candela und komponierte für den Film. Mitte der 1980er Jahre ließ er sich in Belgien nieder, wo er an der Jazzabteilung des Königlichen Konservatoriums studierte. 1988 schloss García sich der belgischen Gruppe Vaya Con Dios an, mit der er deren erstes Album aufnahm und mehrmals international tourte. Später gründete er sein erstes Quartett mit Bruno Castellucci, die Nono García Belgian Band, gab Solokonzerte und arbeitete mit Musikern aus Afrika, Ungarn und Brasilien (Cheiro de Choro) zusammen und nahm mehrere Alben auf. Er gründete ein eigenes Trio mit Chris Joris und Bassist François Garny; mit Chano Domínguez wurde aus seinem Trio das Quartett Cádiz-Experience. 1992 entstand sein erstes Album Las quimeras del momento.
García kehrte 1996 nach Madrid zurück. Er bildete ein Trio mit Javier Colina und Guillermo McGill. Überdies hat er mit Sängern wie Martirio, Gema y Pavel, Javier Ruibal, Gladstone Galliza, Clara Montes, Las Hijas del Sol, Carmen París, José Antonio Ramos, dem Projekt Digitano sowie verschiedenen Spiel- und Dokumentarfilmern zusammengearbeitet und aufgenommen. Zusammen mit dem Harmonikaspieler Antonio Serrano war er international auf Tournee. Im Jahr 2001 erschien sein zweites Album Atún y Chocolate, produziert von dem Schauspieler Gabino Diego. An dieser Platte wirken u. a. die Sängerin Eva Durán und Musiker wie Jorge Pardo, Guillermo McGill, Tino di Geraldo, Javier Colina und Tomasito mit. 2002 erhielt er dafür den Preis für das beste neue Gitarrensoloalbum bei den Premios de la Crítica Flamenco Hoy. 2004 wurde er von Pablo Carbonell beauftragt, den Soundtrack des gleichnamigen Films zu komponieren, der als beste Filmmusik in die Endrunde der einschlägigen Auszeichnungen kam.
García hat mit Fusion-Projekten von Joshua Edelman oder Hozan Yamamoto aus Japan zusammengearbeitet. In Madrid gründete er auch die Gruppe Taifas Quintet mit Javier Paxariño und Faín Dueñas. 2005 war er der musikalische Leiter von Abraçados des Tänzers David Morales Ramírez, wo er die Musik von Antonio Carlos Jobim mit Flamenco fusionierte.
García unterrichtet an der Escuela de Música Creativa und an der Escuela Popular de Música y Danza de Madrid und gab außerdem Kurse an zahlreichen weiteren Einrichtungen.

## Diskographische Hinweise
- Las quimeras del momento (Quetzal, 1992, mit Chano Dominguez, Antonio Toledo, François Garny, sowie Leo Molina, Philippe Mobers, Michael Blass, Ack van Rooyen, Antonio Segura, Roberto El Roto Chamorro, Chris Joris)
- Atún y Chocolate (Sorondongo, 2001)
- Atún y Chocolate B.S.O (Warner-Dro, 2004)
- Al Filo de la Media Noche (18 Chulos, 2008)
- Viaje a la Breña (Youkali Music, 2013)
- Coplas Mundanas (Youkali Music, 2011; mit Celia Mur)
- Radio Pesquera (El Volcán Música, 2014; mit Pablo Novoa)
- Titonete (Youkali Music, 2018; mit Tito Alcedo)